# Oncholaimus malgassus
Oncholaimus malgassus is een rondwormensoort uit de familie van de Oncholaimidae. De wetenschappelijke naam van de soort is voor het eerst geldig gepubliceerd in 1958 door Gerlach.